# Byron (Monroe)
Byron es un pueblo ubicado en el condado de Monroe en el estado estadounidense de Wisconsin. En el Censo de 2010 tenía una población de 1.342 habitantes y una densidad poblacional de 14,36 personas por km².

## Geografía
Byron se encuentra ubicado en las coordenadas 44°1′38″N 90°22′25″O / 44.02722, -90.37361. Según la Oficina del Censo de los Estados Unidos, Byron tiene una superficie total de 93.48 km², de la cual 91.97 km² corresponden a tierra firme y (1.61%) 1.5 km² es agua.

## Demografía
Según el censo de 2010, había 1.342 personas residiendo en Byron. La densidad de población era de 14,36 hab./km². De los 1.342 habitantes, Byron estaba compuesto por el 87.41% blancos, el 0.37% eran afroamericanos, el 10.06% eran amerindios, el 0.52% eran asiáticos, el 0% eran isleños del Pacífico, el 0.07% eran de otras razas y el 1.56% pertenecían a dos o más razas. Del total de la población el 1.86% eran hispanos o latinos de cualquier raza.